# とよた瑣織
とよた 瑣織 （とよた さおり）は、日本のイラストレーター・漫画家である。『伝説の勇者の伝説』（著：鏡貴也）の挿絵のほか、同作の4コマ漫画を手掛ける。
中学生の頃からファンだった『スレイヤーズ』がきっかけで富士見書房に持ち込みし、『魔術士オーフェン』のラジオ番組の収録レポのコラムの連載で商業デビューした。2児の子持ち。『このライトノベルがすごい!』イラストレーター部門では、2024年版で6位にランクインしている。

## 作品リスト

### 挿絵
- 伝説の勇者の伝説シリーズ（著者：鏡貴也、富士見ファンタジア文庫）
- エンジェル・ダスト 天使が降ってきた夏 （著者：マツノダイスケ、富士見ミステリー文庫）
- 異世界管理人・久藤幸太郎（著者：鈴木鈴、電撃文庫）
- 廻る運命のポーラスター（著者：朝倉輪、講談社ラノベ文庫）
- 君から受け継ぐ英雄系譜（著者：熱井拳也、オーバーラップ文庫）
- 棺の魔王（著者：真島文吉、ヒーロー文庫）
- この勇者が俺TUEEEくせに慎重すぎる（著者：土日月、カドカワBOOKS）
- 魔法女子学園の助っ人教師（著者：東導号、HJノベルス）
- お人よし悪魔と駄女神さま（著者：瑞沢ゆう、ヒーロー文庫）
- 魔王の処刑人（著者：真島文吉、ヒーロー文庫）
- 嫌われ勇者に転生したので愛され勇者を目指します! 〜すべての「ざまぁ」フラグをへし折って堅実に暮らしたい!〜（著者：鈴木竜一、ツギクルブックス）
- 恋した人は、妹の代わりに死んでくれと言った。―妹と結婚した片思い相手がなぜ今さら私のもとに?と思ったら―（著者：永野水貴、TOブックス）
- 拷問魔女（著者：中野在太、ヒーロー文庫）
- 隠れ星は心を繋いで 〜婚約を解消した後の、美味しいご飯と恋のお話〜（著者：花散ここ、Kラノベブックスf）
- 魔物喰らい ランキング最下位の冒険者は魔物の力で最強へ（著者：緒二葉、ドラゴンノベルス）
- ど底辺令嬢に憑依した800年前の悪女はひっそり青春を楽しんでいる。（著者：ゆいレギナ、サーガフォレスト）
- 家臣に恵まれた転生貴族の幸せな日常（著者：企業戦士、MFブックス）
- 悪女矯正計画（著者：さくたろう、ブシロードノベル）
- 転生薬師は迷宮都市育ち（著者：かず＠神戸トア、ツギクルブックス）
- 身に覚えのない溺愛ですがそこまで愛されたら仕方ない 忘却の乙女は神様に永遠に愛されるようです（著者：まえばる蒔乃、PASH!ブックス）

### 漫画
- なんとなく伝説の勇者の伝説（原作：鏡貴也、カドカワコミックス）
- とりがー・とりっぷ!（月刊ドラゴンマガジン2001年1月号掲載読み切り）
- ダリダリだんじょん（月刊ドラゴンマガジン2003年5月号掲載読み切り）